# カーネギー・デリカテッセン

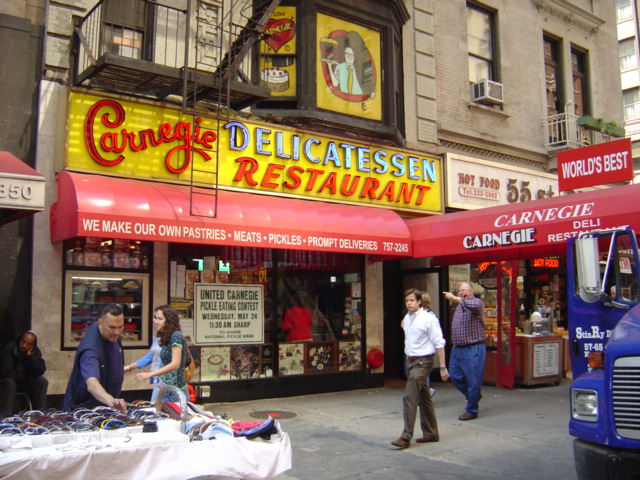
外観

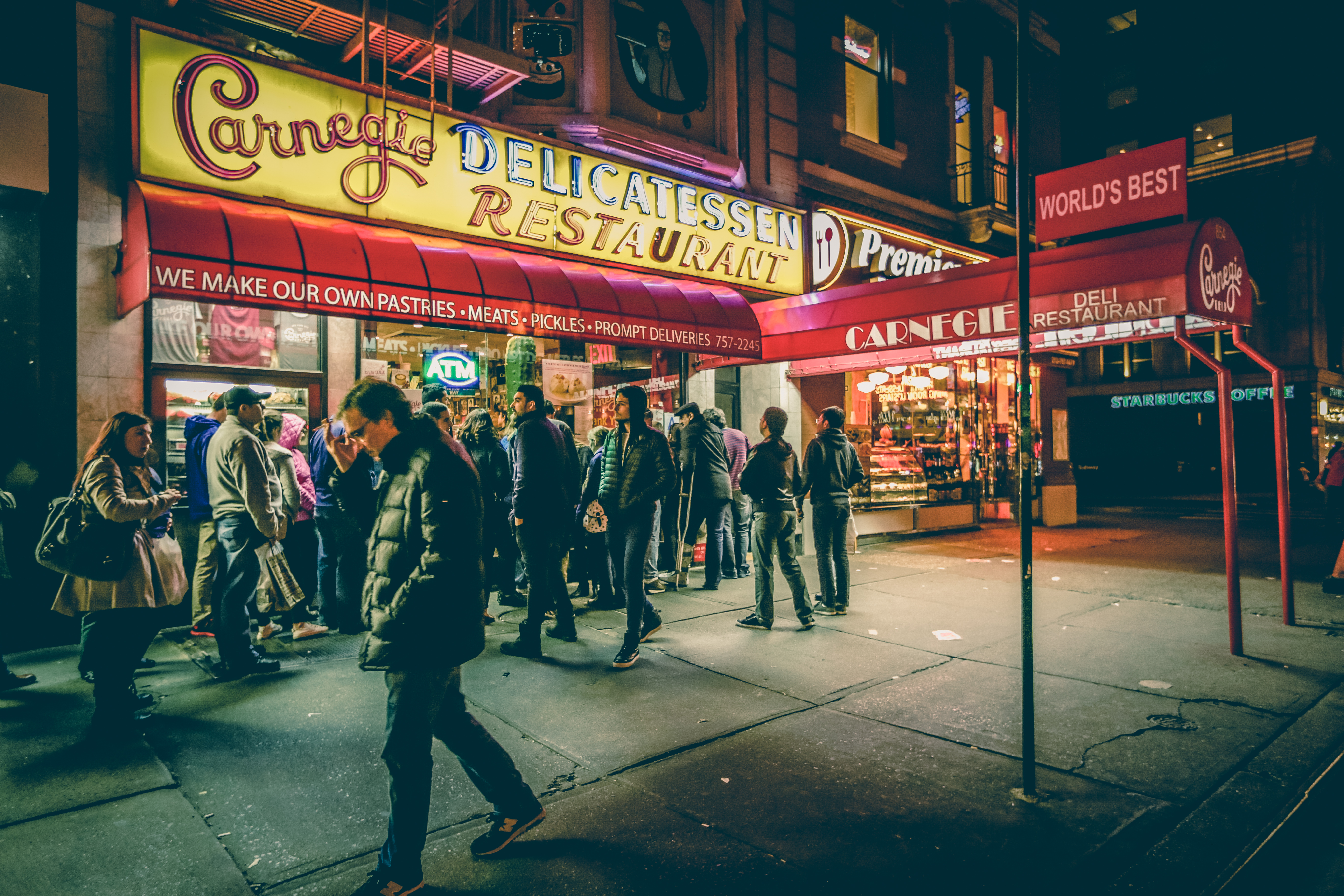
外観

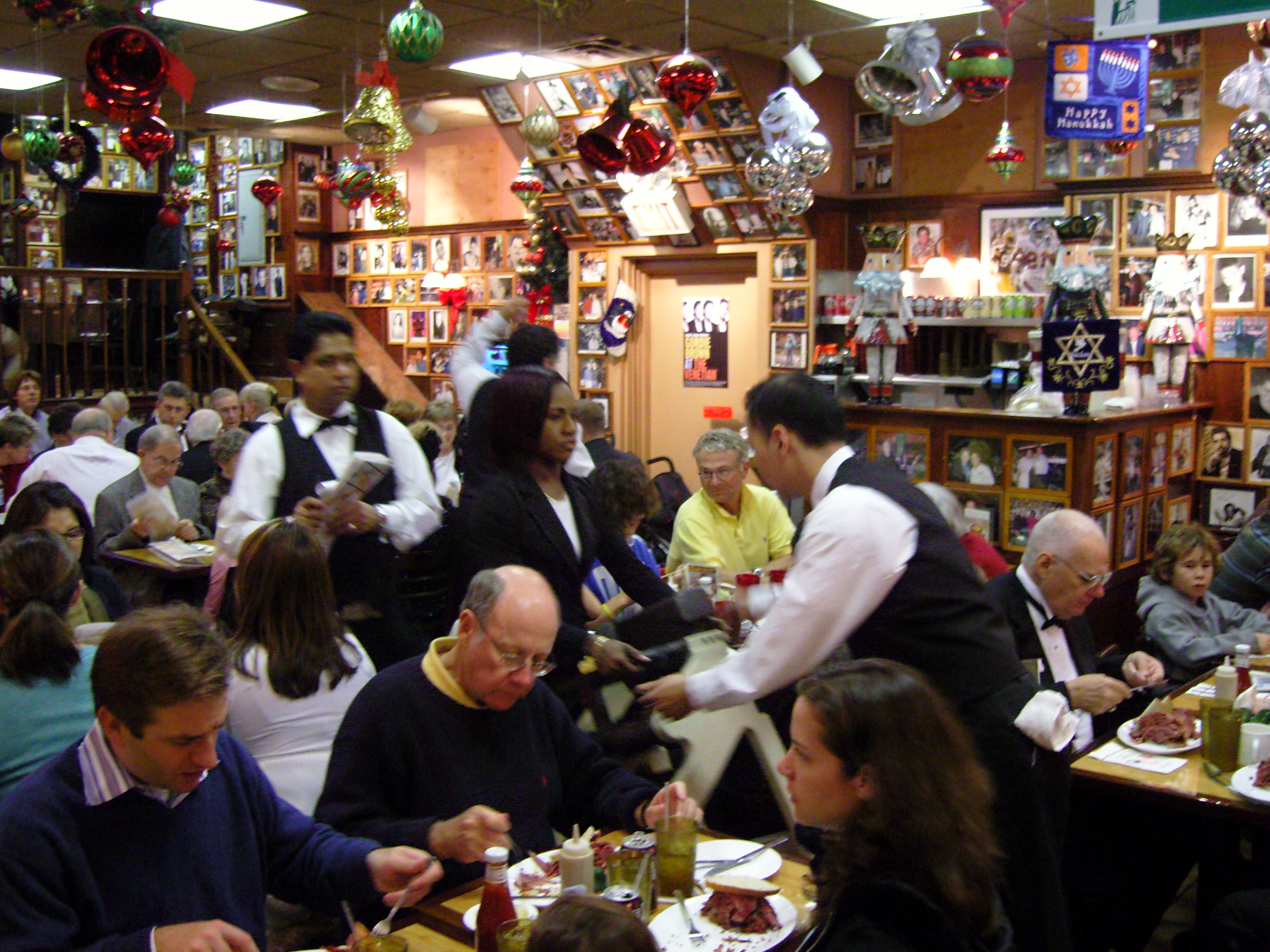
店内

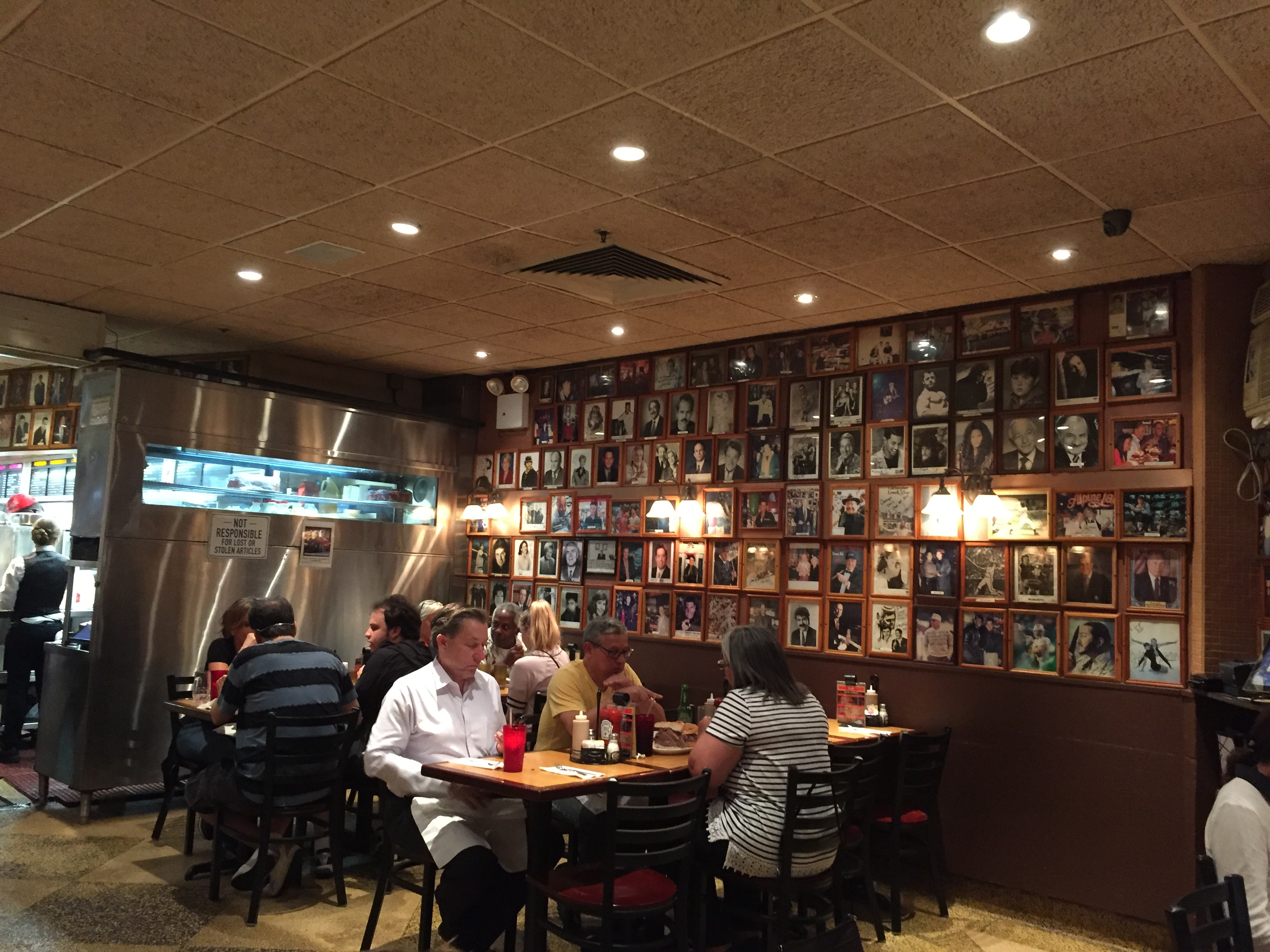
店内

カーネギー・デリカテッセン（Carnegie Delicatessen）は、1937年創業の米国ニューヨークにあったコーシャ式デリカテッセン。
ベッサラビアとルーマニアからの東欧ユダヤ系移民によって19世紀後半にアメリカ合衆国にもたらされたパストラミなどのコーシャーのユダヤ料理を売る、ニューヨークで有名なデリカテッセンのひとつであった。USA Todayによる「米国で最も有名なデリ」に選ばれたこともある。場所はマンハッタン・ミッドタウンのカーネギーホールのすぐ近く。
2016年12月31日に閉店。
現在ではマディソンスクエアガーデンの支店のみ営業中で、オンラインでの販売も行っている。

## 関連
- コーシャー
- パストラミ
- デリカテッセン